# Estandarte de Pollentia
El estandarte de Pollentia es una pieza de bronce con la que se representaba un Collegium Iuvenum en la isla de Mallorca hacia el siglo II-III d. C. Está constituido por un vástago longitudinal rematado en un capitel compuesto y dos grandes aros, ambos colocados de manera simétrica, los cuales permanecen unidos gracias a una placa de bronce en la que originariamente aparecían seis figuras de divinidades, aunque dos de ellas se han perdido. 

## Hallazgo
La pieza aparece en 1926 en la segunda campaña de excavaciones oficiales llevadas a cabo por D. Gabriel Llabrés y D. Rafael de Ysasi Ransome en el yacimiento arqueológico de Pollentia (Mallorca). En esta misma campaña aparecen otras piezas como un Apolo, una pieza de mármol que representaba una cabeza de barón, entre otras piezas.
El Estandarte de Pollentia ha sido restaurado en varias ocasiones, pues en el momento del hallazgo presentaba una rotura principal que afectaba diferentes partes de la pieza, seguramente debido a las razzias y destrucción de la ciudad en el s. III.

## Descripción y significado
Esta pieza es única en al Hispania romana, por lo que su importancia y singularidad es digna de estudio. El estandarte pertenecía a un Collegium Iuvenum, los cuales habían sido creados por el emperador Augusto imitando a las efebias griegas. Estos centros estaban destinados a los jóvenes ciudadanos para prepararlos para la vida cívica.
Estos estandartes tenían como finalidad de ser un punto de referencia para los estudiantes en este caso, pues permitía formar y dirigirlos. 
En los dos grandes aros del estandarte servían para portar la representación en diferentes materiales, ya sea madera, bronce o vidrio entre otros, de dos imágenes relacionadas con las divinidades que veneraban. También se afirma, que en este caso, se podrían representar la imagen del emperador en uno de los aros, y en el otro, iría la imagen del princeps iuventutis.
La decoración del propio estandarte está compuesta por apliques que representan a las diosas Isis, Fortuna y Diana. La figura femenina de Isis aparece con el disco solar y el creciente lunar sobre su cabeza. La diosa Fortuna está vestida con quitón y con corona muralis, además aparece con una cornucopia y apoyada sobre un timón. Por otra parte, la diosa cazadora Diana está representada en actitud de marcha con arco en su mano izquierda y sacando una flecha de su carcaj.
En la parte superior nos encontramos con un joven togado que porta una patera con la que vierte una ofrenda sobre el ara, en la otra mano sostiene una cornucopia, la cual simboliza la riqueza y la abundancia.